# Edor Anderson
Carl Edor Anderson (i riksdagen kallad Anderson i Knapasjö), född 2 december 1859 i Mjöbäck, död där 12 april 1939, var en svensk lantbrukare och politiker (liberal). 
Edor Anderson var lantbrukare i Knapasjö i Mjöbäck, där han också var kommunalstämmans ordförande 1891–1927. Han var också landstingsman i Älvsborgs läns landsting 1911–1926.
Han var riksdagsledamot i andra kammaren 1912–1920 för Älvsborgs läns södra valkrets. I riksdagen tillhörde han Frisinnade landsföreningens riksdagsgrupp Liberala samlingspartiet. Han var bland annat suppleant i jordbruksutskottet 1918–1920. Som riksdagsman engagerade han sig i varierande frågor, bland annat för att alla folkskolebarn skulle ha rätt till läkarundersökning.